# 히스피도베릭스 암바기오수스
히스피도베릭스 암바기오수스(Hispidoberyx ambagiosus)는 금눈돔목에 속하는 조기어류 물고기의 일종이다. 히스피도베릭스과(Hispidoberycidae)와 히스피도베릭스속(Hispidoberyx)의 유일종이다. 인도양과 태평양의 수심 560-1019m 깊이에서 발견된다. 몸길이는 최대 18.1 cm 정도이다. 이전에는 히스피도베릭스과를 스테파노베리스목에 포함시켰지만, 현재는 금눈돔목으로 분류한다.